# Neoseiulus apeuthus
Neoseiulus apeuthus är en spindeldjursart som beskrevs av John Stanley Beard 200. Neoseiulus apeuthus ingår i släktet Neoseiulus och familjen Phytoseiidae. Inga underarter finns listade i Catalogue of Life.